# ぶどう饅頭
ぶどう饅頭（ぶどうまんじゅう）は、徳島県美馬市に本社を構える日之出本店が製造・販売している商品、郷土銘菓。
日之出本店の代名詞、看板商品として知られる。
キャッチコピーは、「海越えて　ほめられに行け　ぶどう饅頭」。

## 特徴
- 餡の中に餅ではなく、ミルクが込められている
- 饅頭であるにもかかわらず、串刺しの団子状
- 本商品の付録である、日乃出幸運券

## 沿革
徳島県・穴吹は”武道信仰”で名を馳せる霊峰・剣山の玄関口として、毎夏、多くの人が参拝に訪れており、初代社長・西川芳太郎は何かお客様にいいお土産物はないかと思案し、そして生み出したのがぶどう饅頭である。
商売へ熱い志を持っていた初代・西川芳太郎は、森永製菓初代社長・森永太一郎と運命的な出会いを果たす。森永との交流をきっかけに、その当時大ヒット商品であった「森永キャラメル」から想を得て”餡にミルクを練り込む”ことを思いつき、そのハイカラな味は、当時の人に熱狂的に支持されることとなった。
以来、100年以上の時を超えて、愛され続けている。